# Flygplankulspruta m/22

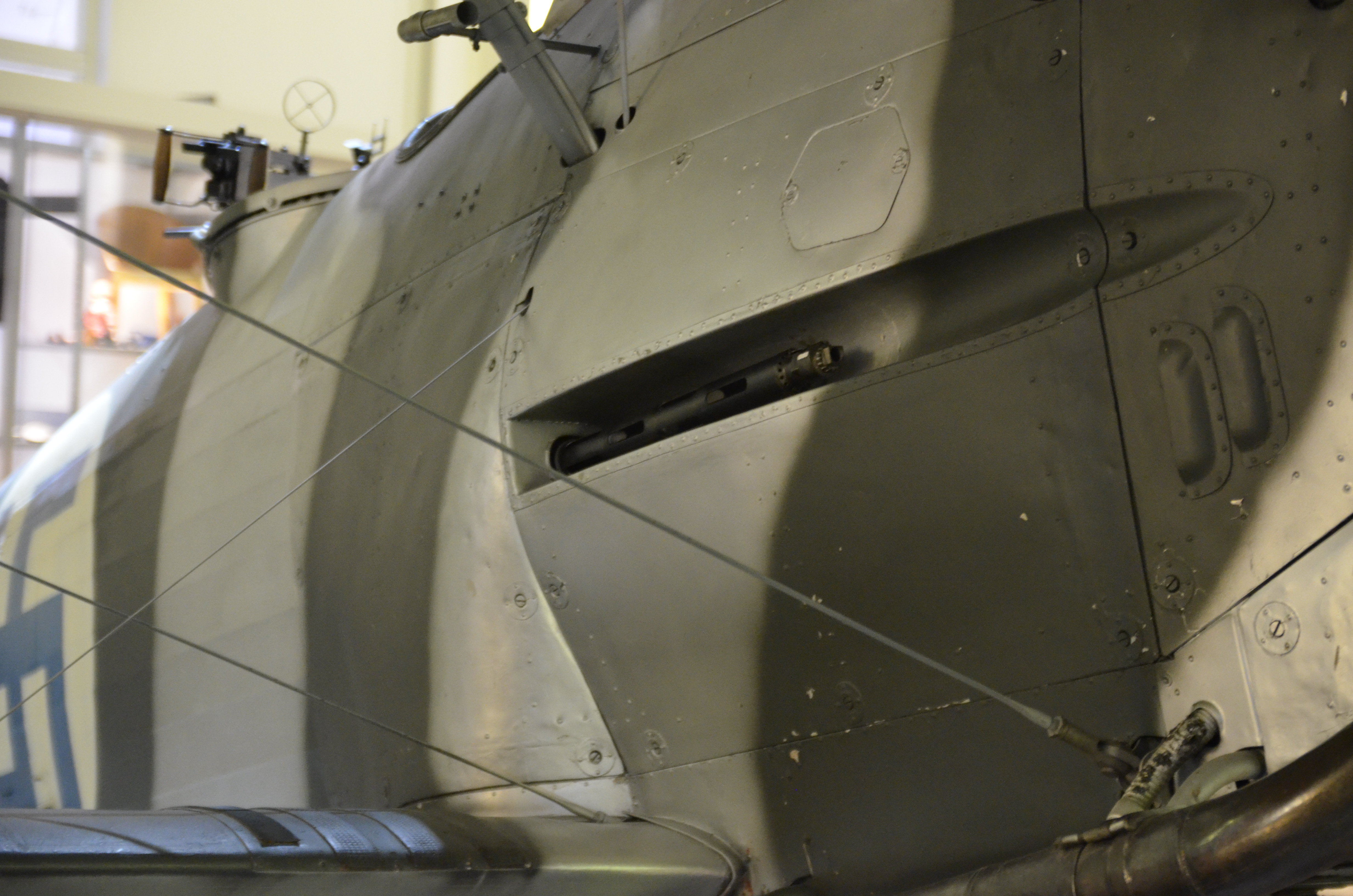
8 mm kulspruta m/22 Fv monterad i flygplan B 4. I bakgrunden syns en annan variant, ksp m/22 R.

Flygplankulspruta m/22 eller kulspruta m/22 (militärförkortning: ksp m/22) var en svensk variant av den amerikansk-belgiska flygplankulsprutan .30 AN/M2, en flygburen variant av Browning m/1919 utvecklad av FN Herstal, kamrad för 6,5 × 55 mm patron m/94, senare 8 × 63 mm patron m/32, och fanns i en handfull varianter som rörlig och fast pjäs.
Vapnet inskaffades 1922 av armens flygväsende (flygkompaniet) samt marinens flygväsende och övergick sedan till svenska flygvapnet vid dess grundande 1926. Från tidigt 1920-tal fram till slutet av 1930-talet var kulspruta m/22 huvudvapen inom det svenska stridsflyget och utgjorde bestyckning hos alla svenska stridsflygplan under denna epok. Från 1939 blev kulspruta m/22 ersatt av 13,2 mm automatkanon m/39 som huvudvapen inom det svenska flygvapnet men kom att fortsätta brukas som sekundärbeväpning och övningsbeväpning på ett flertal stridsflygplan fram till slutet av 1950-talet. De sista kulspruta m/22 torde ha fasats ut i och med skrotningen av J 32 Jaktlansen under tidigt 1970-tal.

## Tillverkning
Flygplankulspruta m/22 tillverkades ursprungligen av det amerikanska företaget Browning/Colt, men kom senare att produceras under licens av Carl Gustafs stads gevärsfaktori.

## Ammunition
Flygplankulspruta m/22 var i början kamrad för patronen 6,5 mm patron m/94 som var standardpatron bland kulsprutor för tiden. Denna patron var effektiv mot mjuka mål som soldater och kunde penetrera lätt pansar men hade inte den tillräckliga räckvidden eller verkan som behövdes för att skjuta ner flygplan. Av detta gick flygvapnet, armén och marinen ihop för att ta fram en kraftfullare kulsprutepatron. Flera kalibrar testades, såsom utländska 7,92 mm patroner från Tyskland och Nederländerna samt nya inhemska testkalibrar mellan 6,5 mm och 8 mm. Man beslöt sig för att använda en 8 mm kula med 14,2 gram i vikt då denna hade bäst precision och verkan. Bofors gjorde då runt 1930 den tunga patronen 8 mm patron m/32 som hade kaliberdiameter 8 mm och hylslängd 63 mm. Denna patron var extremt kraftfull för sin kaliber och har kallats magnumversionen av 6,5 patron m/94. Patronen togs i bruk och omkalibrering av flygplankulspruta m/22 påbörjades strax därpå genom byte av pipa och andra mindre detaljer.

## Prestanda
Flygplankulspruta m/22 var luftkyld och hade en eldhastighet på 1 200 skott i minuten vilket var extremt högt jämfört med andra samtida kulsprutor. Nere på marken skulle detta överhetta vapnet väldigt fort men väl uppe i luften gjorde fartvindens kylning att vapnet kunde skjuta i full eldhastighet utan att överhettas. 6,5 mm varianten hade en utgångshastighet av 700–793 meter per sekund beroende på ammunitionstyp medan utgångshastigheten för 8 mm varianten var 725-824 meter per sekund beroende på ammunitionstyp. Pansarprojektilerna kunde penetrera runt 10 millimeter pansar på 50 meters avstånd.

## Bälten och magasin
6,5 mm och 8 mm ammunition matades från början in i vapnet med tygband men 1937 modifierades vapnen som sköt 8 mm ammunition för att använda bälten av länk m/37. 
För akterskyttar använde man ofta trum- eller sadelmagasin som monterades på sidan eller ovanpå vapnet respektive. Sadelmagasinet höll 74 patroner.
På Saab 17 användes dock en bandledare för att mata ammunition till vapnet.

## Uppbyggnad
Kulsprutan bestod av följande huvuddelar:
- – pipa
- – mantel med främre piplager och rekylförstärkare
- – låda
- – lock
- – lockregel med spärr
- – bakstycke med buffertanordning
- – mekanism bestående av lås, avfyrningsinrättning och matarinrättning.

## Modellutföranden
Följande modellutföranden fanns av kulsprutetypen:

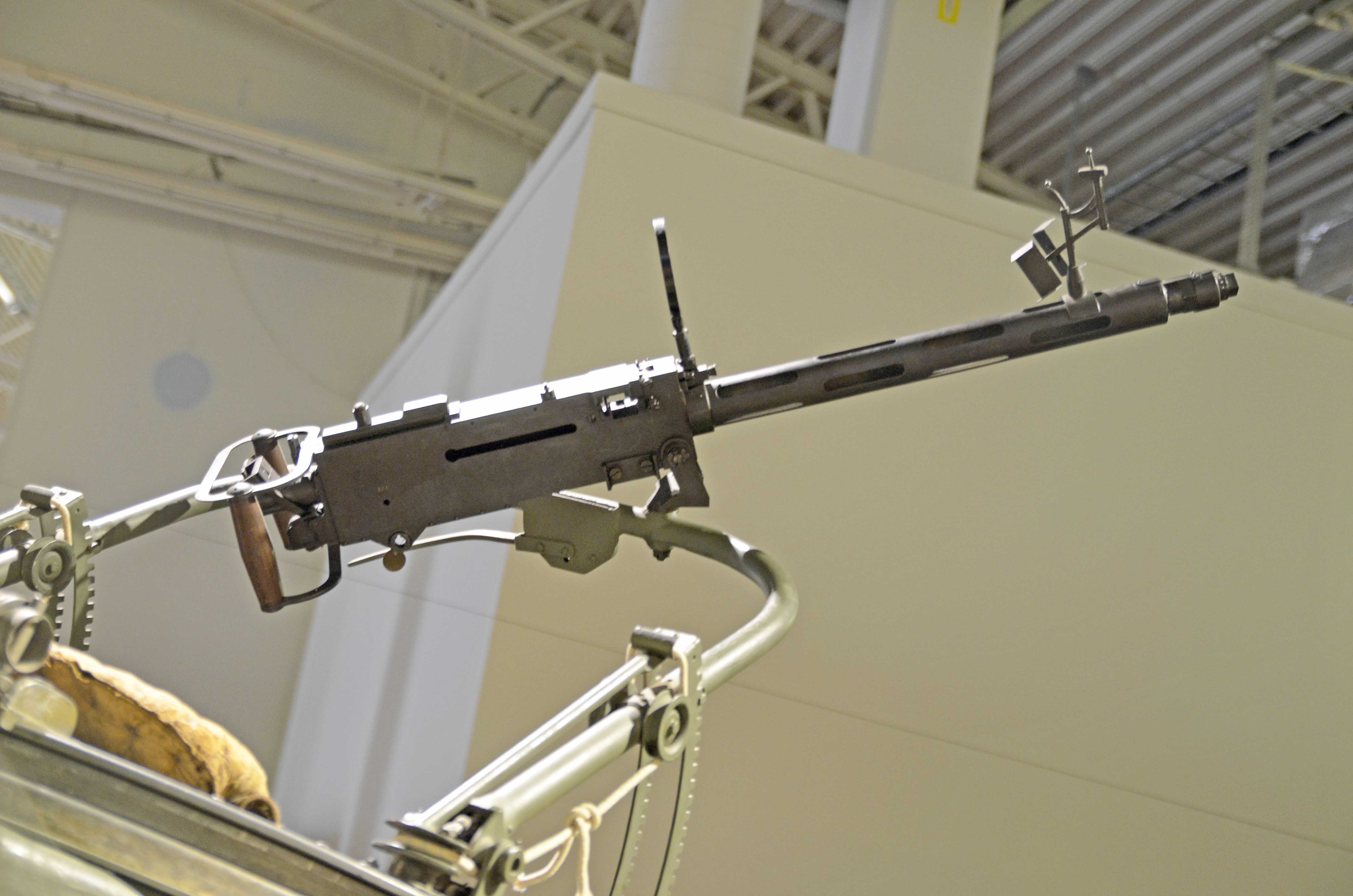
Här är en av de rörliga varianterna av kulsprutan. Modellbenämning är kulspruta m/22R. Notera det speciella främre siktet som är av flöjel typ, detta för att skytten lättare skulle kunna följa sitt mål.

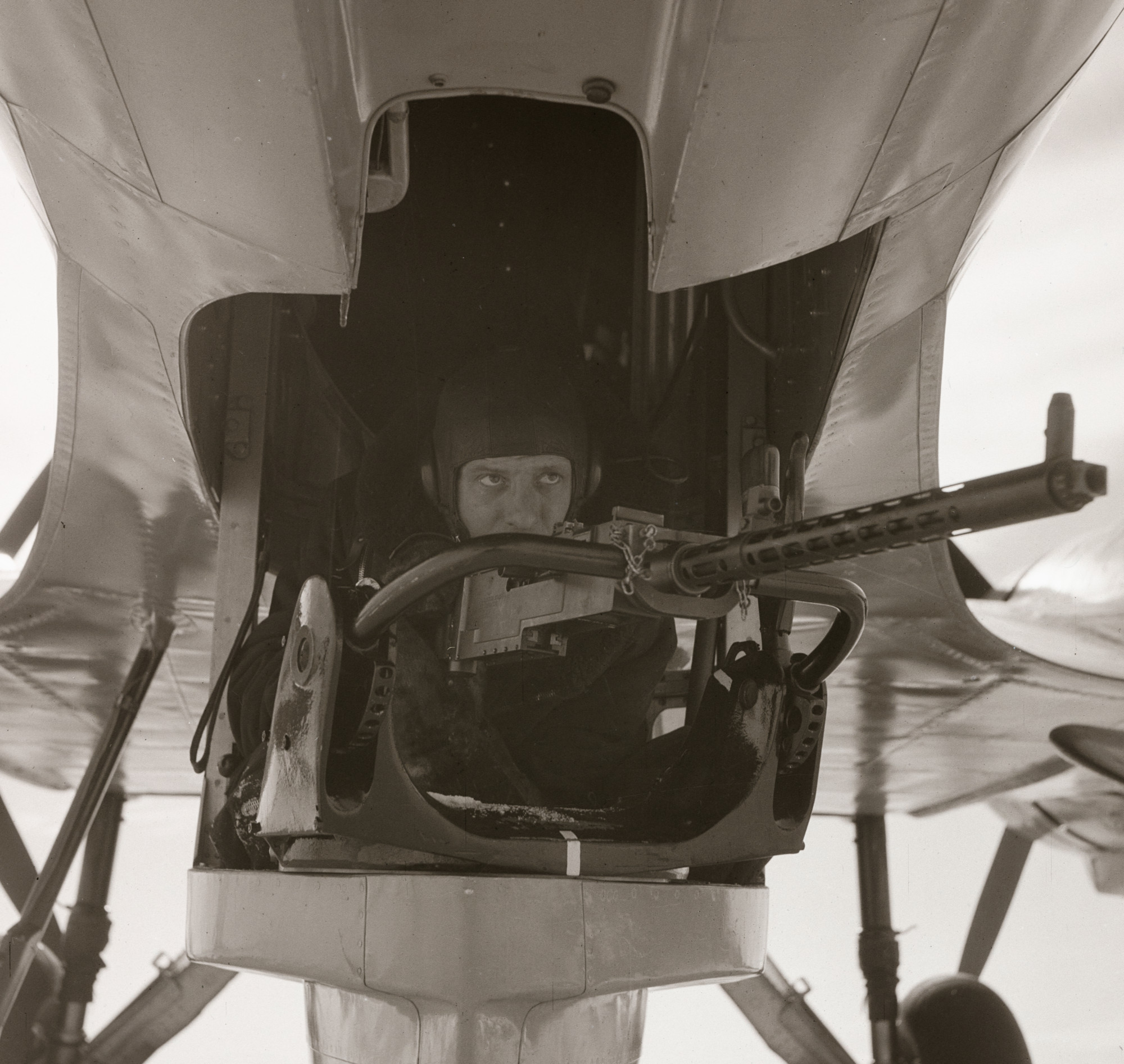
kulspruta m/22-37 R monterad i bombflygplan B3.

- kulspruta m/22 Fv (fast vänster) var avsedd för fast montering i flygplansvingar eller flygplanskropp. Ammunitionen matades in från vapnets vänstra sida.
- kulspruta m/22 Fh (fast höger) med Spegelvänd inmatning gentemot m/22 Fv.
- kulspruta m/22 R (rörlig) var avsedd för montering i baksits av flygplan där enskild skytt kan manövrera kulsprutan. Kulspruta m/22 R var försett med dubbelfattande handtag och använde primärt ett vänstermonterat trummagasin.
- kulspruta m/22-37 R var också avsedd för montering i baksits på flygplan men var försett med enkelfattat handtag och använde primärt sadelmagasin som matade in patronerna från vänster.

Kulsprutan verkar i vissa fall ha kallats kulspruta m/32 när den sköt 8 mm ammunition med tillägget -37 när den använde bältlänkar.

## Flygplan beväpnade med kulspruta m/22

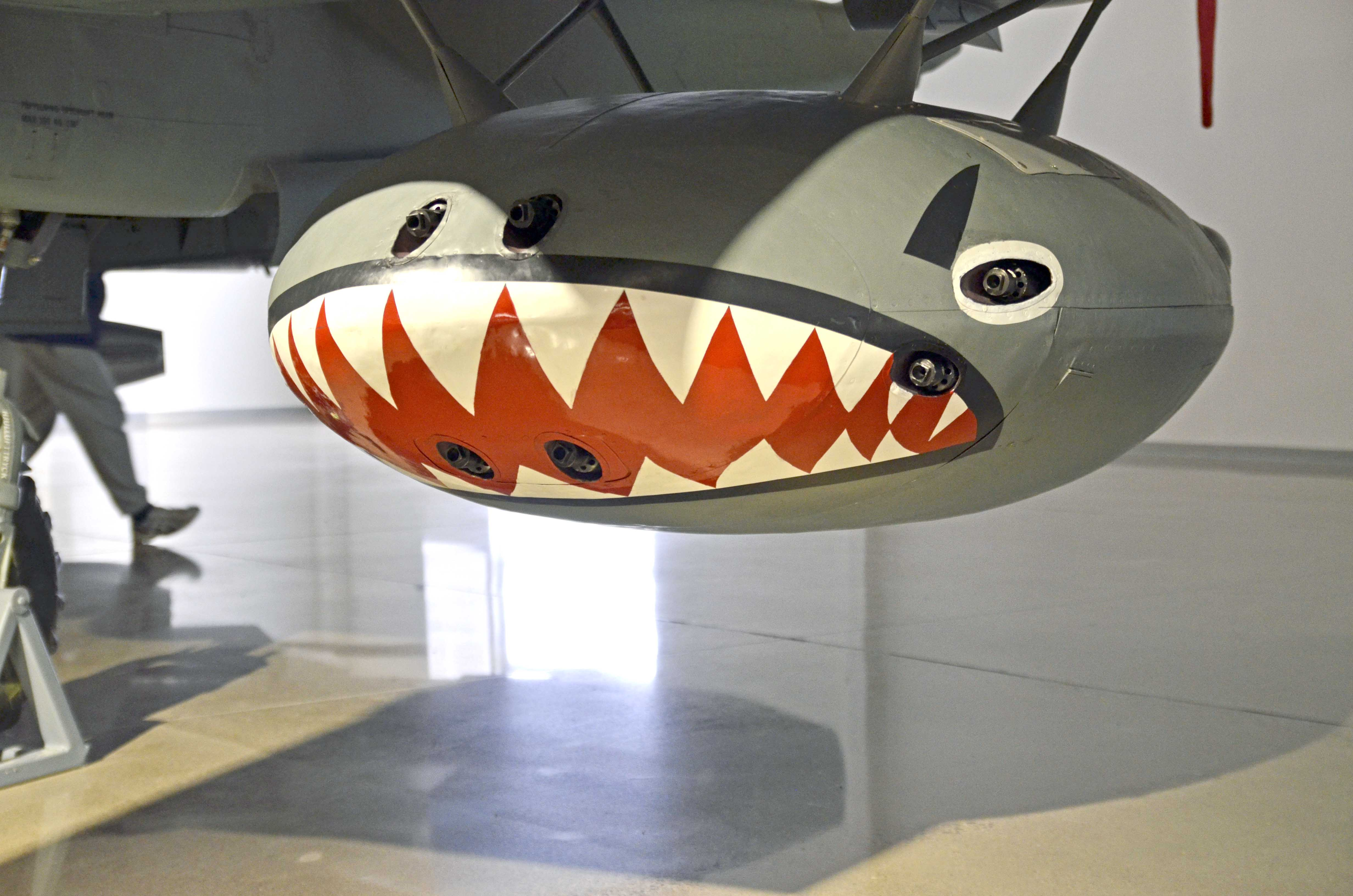
Flygplan A 21R kunde utrustas med en vapenkapsel ("tillsatslavett") som kallades för "Paddan". Tillverkad av CVM i 51 exemplar från 1951, kapseln höll åtta stycken 8 mm ksp m/22. Ammunitionen fanns i två magasin om 400 skott placerad mellan ögon och näsborre på vardera sida.

### Marinens Flygväsende
- Macchi M.7

### Flygvapnet
| Attackflygplan - A 1 - A 21R (tillsatslavett) | Bombflygplan - B 1 - B 2 - B 3 - B 4 - B 5 - B 6 - B 7 - B 16 - B 17 | Jaktflygplan - J 4 - J 5 - J 6 - J 7 - J 8 - J 9 - J 10 - J 19 - J 21 (övningsinstallation) - J 22 - J 26 (övningsinstallation) - J 32 (övningsinstallation) | Spaningsflygplan - S 3 - S 4 - S 5 - S 6 - S 7 - S 8 - S 9 - S 12 - S 14 - S 16 - S 17 - S 18 |